# Marko Peljhan
Marko Peljhan (* 1969 in Sempeter pri Gorici, Primorska) ist ein slowenischer Konzeptkünstler, Medienkünstler, Regisseur und Professor.

## Leben und Werk
Marko Peljhan studierte von 1988 bis 1992 an der Universität Ljubljana. Er ist Professor an der University of California, Santa Barbara.
Marko Peljhan gründete 1992 das Projekt Atol, welches in der slowenischen Kunstszene als unabhängiger Rahmen für künstlerische und soziale Aktivitäten (Theater, Film, Performance, Lesung, Situationen) gilt. 1995 war er Mitbegründer der Station Ljudmila.
Zu seinem Werkzyklus Ladomir Faktura gehört das Projekt Makrolab, welches seit 1992 existiert, 1994 eingetragen wurde und 1997 zur documenta X Premiere hatte.Makrolab ist eine auf dem Lutterberg installierte Forschungsstation, in der 40 Tage lang drei Personen mit dem Lebensnotwendigen versorgt sind. Nach Ablauf der documenta ging das mobile Labor auf Reisen.
In diesem an die russische Raumstation Mir angelehnten Labor werden (auf legale Weise) mit diversen Empfangsinstrumenten die Datenströme der örtlichen Kommunikation Kassels von Polizeifunk bis Satellitentelefon angezapft. Video, Internet und Mobiltelefon stellten wiederum die Verbindung mit der documenta-Halle her.